# Agência Especial de Financiamento Industrial
A Agência Especial de Financiamento Industrial - FINAME é uma empresa pública brasileira, subsidiária do Banco Nacional de Desenvolvimento Econômico e Social - BNDES. 
Tem por objetivo abrir linhas de crédito às empresas privadas nacionais, localizadas em qualquer região do país, com o fim de financiar à produção e à comercialização de máquinas e equipamentos novos, de fabricação nacional, tendo como limite de empréstimo de até R$ 1.000.000,00 (um milhão de reais), podendo ser pago pelo mesmo no prazo de 60 (sessenta) meses.[carece de fontes?]

## História
O FINAME foi criado pelo Decreto nº 55.275, de 22 de dezembro de 1964, com o nome de Fundo de Financiamento para Aquisição de Máquinas e Equipamentos Industriais - FINAME, destinado a financiar as operações de compra e venda de máquinas e equipamentos de produção nacional. Os recursos do fundo eram administrados por uma Junta, cabendo a sua presidência pelo Presidente do BNDE (atual BNDES).
Com o Decreto nº 59.170, de 02 de setembro de 1966, passou a ter sua atual denominação, ou seja, Agência Especial de Financiamento Industrial, permanecendo com a mesma sigla (FINAME), passando a mesma a ser uma autarquia federal, com autonomia administrativa e financeira vinculado ao antigo Banco Nacional do Desenvolvimento Econômico (art. 1º). O Fundo constituído anteriormente, passaram a constituir recursos a serem geridos pela nova Agência.
Foi modificado pela Lei nº 5.662, de 21 de junho de 1971, transformando-a em empresa pública, de personalidade jurídica de direito privado, com patrimônio próprio (art. 10), permanecendo vinculado como subsidiária do antigo Banco Nacional do Desenvolvimento Econômico, que passou a ter o nome atual de Banco Nacional de Desenvolvimento Econômico e Social - BNDES, através do Decreto-Lei nº 1.940, de 25 de maio de 1982.